# Timozin α1
Timozin α1 je peptidni fragment izveden iz protimozina alfa, proteina koji je kod ljudi kodira PTMA genom.

## Funkcija
Thimozin α1 je glavna komponenta timozinske frakcije 5, koja je odgovorna za aktivnost tog preparata u obnavljanju imunske funkcije kod životinja bez grudne žlezde. To je bio prvi kompletno sekvencirani i sintetisani peptid iz timozinske frakcije 5. Za razliku od β timozina, sa kojim nije genetički i hemijski srodan, timozin α1 se formira kao fragment sa 28 aminokiselina, iz dužeg prekurzora sa 113 aminokiselina, protimozina α. On pospešuje ćelijski posredovanu imunost kod ljudi kao i eksperimentalnih životinja.

## Terapeutska primena
Timozin α1 je odobren u 35 zemalja za lečenje Hepatitisa B i C, kao i za upotrebu sa vakcinama za pojačavanje imunskog responsa u treatmentu drugih bolesti.

## Literatura
- Martini PG, Katzenellenbogen BS (2003). „Modulation of estrogen receptor activity by selective coregulators.”. J. Steroid Biochem. Mol. Biol. 85 (2-5): 117—22. PMID 12943695. doi:10.1016/S0960-0760(03)00207-3.
- Barcia MG; Castro JM; Jullien CD;  . (1992). „Prothymosin alpha is phosphorylated by casein kinase-2.”. FEBS Lett. 312 (2-3): 152—6. PMID 1426245. doi:10.1016/0014-5793(92)80924-6.
- Baxevanis CN; Thanos D; Reclos GJ;  . (1992). „Prothymosin alpha enhances human and murine MHC class II surface antigen expression and messenger RNA accumulation.”. J. Immunol. 148 (7): 1979—84. PMID 1545115.
- Gallego R; Rosón E; García-Caballero T;  . (1992). „Prothymosin alpha expression in lymph nodes and tonsils: an optical and ultrastructural study.”. Acta Anat (Basel). 143 (3): 219—22. PMID 1632187. doi:10.1159/000147251.
- Cordero OJ; Sarandeses CS; López JL;  . (1992). „Prothymosin alpha enhances interleukin 2 receptor expression in normal human T-lymphocytes.”. Int. J. Immunopharmacol. 13 (8): 1059—65. PMID 1814846. doi:10.1016/0192-0561(91)90156-2.
- Watts JD, Cary PD, Sautiere P, Crane-Robinson C (1990). „Thymosins: both nuclear and cytoplasmic proteins.”. Eur. J. Biochem. 192 (3): 643—51. PMID 2209614. doi:10.1111/j.1432-1033.1990.tb19271.x.
- Eschenfeldt WH, Manrow RE, Krug MS, Berger SL (1989). „Isolation and partial sequencing of the human prothymosin alpha gene family. Evidence against export of the gene products.”. J. Biol. Chem. 264 (13): 7546—55. PMID 2708378.
- Gómez-Márquez J; Segade F; Dosil M;  . (1989). „The expression of prothymosin alpha gene in T lymphocytes and leukemic lymphoid cells is tied to lymphocyte proliferation.”. J. Biol. Chem. 264 (15): 8451—4. PMID 2785990.
- Goodall GJ, Dominguez F, Horecker BL (1987). „Molecular cloning of cDNA for human prothymosin alpha.”. Proc. Natl. Acad. Sci. U.S.A. 83 (23): 8926—8. PMC 387046 . PMID 3466166. doi:10.1073/pnas.83.23.8926.
- Eschenfeldt WH, Berger SL (1987). „The human prothymosin alpha gene is polymorphic and induced upon growth stimulation: evidence using a cloned cDNA.”. Proc. Natl. Acad. Sci. U.S.A. 83 (24): 9403—7. PMC 387146 . PMID 3467312. doi:10.1073/pnas.83.24.9403.
- Panneerselvam C, Haritos AA, Caldarella J, Horecker BL (1987). „Prothymosin alpha in human blood.”. Proc. Natl. Acad. Sci. U.S.A. 84 (13): 4465—9. PMC 305110 . PMID 3474615. doi:10.1073/pnas.84.13.4465.
- Pan LX; Haritos AA; Wideman J;  . (1986). „Human prothymosin alpha: amino acid sequence and immunologic properties.”. Arch. Biochem. Biophys. 250 (1): 197—201. PMID 3532956. doi:10.1016/0003-9861(86)90717-4.
- Kubota S, Adachi Y, Copeland TD, Oroszlan S (1995). „Binding of human prothymosin alpha to the leucine-motif/activation domains of HTLV-I Rex and HIV-1 Rev.”. Eur. J. Biochem. 233 (1): 48—54. PMID 7588773. doi:10.1111/j.1432-1033.1995.048_1.x.
- Garcia-Caballero T; Dominguez F; Roson E;  . (1994). „Distribution of prothymosin alpha in rat and human adrenal cortex.”. Anat. Rec. 239 (1): 88—94. PMID 7913591. doi:10.1002/ar.1092390110.
- Szabo P; Panneerselvam C; Clinton M;  . (1993). „Prothymosin alpha gene in humans: organization of its promoter region and localization to chromosome 2.”. Hum. Genet. 90 (6): 629—34. PMID 7916742. doi:10.1007/BF00202480.
- Maruyama K, Sugano S (1994). „Oligo-capping: a simple method to replace the cap structure of eukaryotic mRNAs with oligoribonucleotides.”. Gene. 138 (1-2): 171—4. PMID 8125298. doi:10.1016/0378-1119(94)90802-8.
- Tsitsiloni OE; Stiakakis J; Koutselinis A;  . (1993). „Expression of alpha-thymosins in human tissues in normal and abnormal growth.”. Proc. Natl. Acad. Sci. U.S.A. 90 (20): 9504—7. PMC 47597 . PMID 8415730. doi:10.1073/pnas.90.20.9504.
- Sburlati AR; De La Rosa A; Batey DW;  . (1993). „Phosphorylation of human and bovine prothymosin alpha in vivo.”. Biochemistry. 32 (17): 4587—96. PMID 8485135. doi:10.1021/bi00068a015.
- Rubtsov IuP; Vartapetian AB (1996). „[New intronless members of human prothymosin alpha genes]”. Mol. Biol. (Mosk.). 29 (6): 1320—5. PMID 8592501.